# Kreszentia Hummel
Kreszentia Hummel (* 31. Januar 1907 in Arberg; † 21. August 2002) war eine deutsche Bäuerin und spätere Pfarrhaushälterin. Sie ist seit 2017 als eine Gerechte unter den Völkern anerkannt.

## Leben
Hummel hat in den 1940er Jahren die zehnjährige Charlotte Knobloch, geborene Neuland, als ihre eigene Tochter ausgegeben und während des Zweiten Weltkriegs ab 1942 auf dem Bauernhof ihrer Eltern in Arberg, südlich von Herrieden in Franken, vor den Judenverfolgungen durch die Nationalsozialisten versteckt. Knobloch überlebte die Shoah und ist inzwischen durch verschiedene Ämter für die jüdischen Gemeinden in Europa bekannt. Kreszentia Hummel hat ihr durch ihr für sie selbst durchaus riskantes Verhalten das Leben gerettet. 2017, fünfzehn Jahre nach ihrem Tod, ist Frau Hummel in München für ihre selbstlose Tat geehrt worden. In einer Feierstunde im jüdischen Gemeindezentrum in München wurde sie durch die Gedenkstätte Yad Vashem als „Gerechte unter den Völkern“ ausgezeichnet. Die Urkunde darüber nahm ihr Neffe Johann Graf entgegen.
Sie lebte in dem Dorf bei ihren Eltern und war in Nürnberg eine ehemalige Hausangestellte von Charlottes Onkel Fritz Neuland in München. Die streng katholische und unverheiratete Kreszentia Hummel gab das Mädchen fortan als ihr eigenes Kind aus, also als ein uneheliches Kind, das damals zusätzlich zu den erwartbaren strafrechtlich drohenden Folgen als persönliche Schande und eine für die Familie insgesamt galt. Sie und ihr Vater weihten nur den Ortspfarrer der damals katholisch geprägten Gemeinde in die Situation des Kindes ein. 1945 kam es dann glücklicherweise wieder zu einer Zusammenführung von Vater und Tochter.
An der Veranstaltung zu ihrer Ehrung in München nahmen neben Charlotte Knobloch auch der bayerische Innenminister Joachim Herrmann und der israelische Botschafter in Deutschland, Jeremy Issacharoff, als Überbringer der Ehrung teil. Der Ehrentitel wird vom Staat Israel an Nichtjuden vergeben, die während der NS-Diktatur Juden das Leben retteten (Judenretter). 26 500 Menschen weltweit tragen ihn; darunter sind bisher 601 Deutsche.
Kreszentia Hummel wurde später Haushälterin ihres Bruders, des Pfarrers Josef Hummel, und lebte mit ihm unter anderem von 1951 bis 1969 in Huisheim.

## Film
- Der Spielfilm Annas Heimkehr, der dem historischen Sachverhalt nachempfunden ist, von Regisseur Xaver Schwarzenberger wurde 2003 ausgestrahlt.